# Ailuronyx
Ailuronyx — рід геконоподібних ящірок родини геконових (Gekkonidae). Представники цього роду є ендеміками Сейшельських островів.

## Види
Рід Ailuronyx нараховує 3 види:
- Ailuronyx seychellensis (Duméril & Bibron, 1836)
- Ailuronyx tachyscopaeus Gerlach & Canning, 1996
- Ailuronyx trachygaster (Duméril, 1851)

## Етимологія
Наукова назва роду Ailuronyx походить від сполучення слів дав.-гр. αιλουρος — кіт і ονυξ — пазур.